# Serie Mundial de 1960
La Serie Mundial de 1960 fue disputada entre Pittsburgh Pirates y New York Yankees.
Los Pittsburgh Pirates resultaron ganadores al vencer en la serie por 4 partidos a 3.

## Desarrollo

### Juego 1
| Equipo     | 1 | 2 | 3 | 4 | 5 | 6 | 7 | 8 | 9 | C | H  | E |
| ---------- | - | - | - | - | - | - | - | - | - | - | -- | - |
| New York   | 1 | 0 | 0 | 1 | 0 | 0 | 0 | 0 | 2 | 4 | 13 | 2 |
| Pittsburgh | 3 | 0 | 0 | 2 | 0 | 1 | 0 | 0 | X | 6 | 8  | 0 |

LG: Vern Law (1–0)  LP: Art Ditmar (0–1)  SV: Roy Face (1)  
HRs:  NYY – Roger Maris (1), Elston Howard (1)  PIT – Bill Mazeroski (1)

### Juego 2
| Equipo     | 1 | 2 | 3 | 4 | 5 | 6 | 7 | 8 | 9 | C  | H  | E |
| ---------- | - | - | - | - | - | - | - | - | - | -- | -- | - |
| New York   | 0 | 0 | 2 | 1 | 2 | 7 | 3 | 0 | 1 | 16 | 19 | 1 |
| Pittsburgh | 0 | 0 | 0 | 1 | 0 | 0 | 0 | 0 | 2 | 3  | 13 | 1 |

LG: Bob Turley (1–0)  LP: Bob Friend (0–1)  SV: Bobby Shantz (1)  
HRs:  NYY – Mickey Mantle 2 (2)

### Juego 3
| Equipo     | 1 | 2 | 3 | 4 | 5 | 6 | 7 | 8 | 9 | C  | H  | E |
| ---------- | - | - | - | - | - | - | - | - | - | -- | -- | - |
| Pittsburgh | 0 | 0 | 0 | 0 | 0 | 0 | 0 | 0 | 0 | 0  | 4  | 0 |
| New York   | 6 | 0 | 0 | 4 | 0 | 0 | 0 | 0 | X | 10 | 16 | 1 |

LG: Whitey Ford (1–0)  LP: Vinegar Bend Mizell (0–1)  
HRs:  NYY – Bobby Richardson (1), Mickey Mantle (3)

### Juego 4
| Equipo     | 1 | 2 | 3 | 4 | 5 | 6 | 7 | 8 | 9 | C | H | E |
| ---------- | - | - | - | - | - | - | - | - | - | - | - | - |
| Pittsburgh | 0 | 0 | 0 | 0 | 3 | 0 | 0 | 0 | 0 | 3 | 7 | 0 |
| New York   | 0 | 0 | 0 | 1 | 0 | 0 | 1 | 0 | 0 | 2 | 8 | 0 |

LG: Vern Law (2–0)  LP: Ralph Terry (0–1)  SV: Roy Face (2)  
HRs:  NYY – Bill Skowron (1)

### Juego 5
| Equipo     | 1 | 2 | 3 | 4 | 5 | 6 | 7 | 8 | 9 | C | H  | E |
| ---------- | - | - | - | - | - | - | - | - | - | - | -- | - |
| Pittsburgh | 0 | 3 | 1 | 0 | 0 | 0 | 0 | 0 | 1 | 5 | 10 | 2 |
| New York   | 0 | 1 | 1 | 0 | 0 | 0 | 0 | 0 | 0 | 2 | 5  | 2 |

LG: Harvey Haddix (1–0)  LP: Art Ditmar (0–2)  SV: Roy Face (3)  
HRs:  NYY – Roger Maris (2)

### Juego 6
| Equipo     | 1 | 2 | 3 | 4 | 5 | 6 | 7 | 8 | 9 | C  | H  | E |
| ---------- | - | - | - | - | - | - | - | - | - | -- | -- | - |
| New York   | 0 | 1 | 5 | 0 | 0 | 2 | 2 | 2 | 0 | 12 | 17 | 1 |
| Pittsburgh | 0 | 0 | 0 | 0 | 0 | 0 | 0 | 0 | 0 | 0  | 7  | 1 |

LG: Whitey Ford (2–0)  LP: Bob Friend (0–2)  

### Juego 7
| Equipo     | 1 | 2 | 3 | 4 | 5 | 6 | 7 | 8 | 9 | C  | H  | E |
| ---------- | - | - | - | - | - | - | - | - | - | -- | -- | - |
| New York   | 0 | 0 | 0 | 0 | 1 | 4 | 0 | 2 | 2 | 9  | 13 | 1 |
| Pittsburgh | 2 | 2 | 0 | 0 | 0 | 0 | 0 | 5 | 1 | 10 | 11 | 0 |

LG: Harvey Haddix (2–0)  LP: Ralph Terry (0–2)  
HRs:  NYY – Bill Skowron (2), Yogi Berra (1)  PIT – Rocky Nelson (1), Hal Smith (1), Bill Mazeroski (2)
|                                                            |
| Campeón de las Grandes Ligas Pittsburgh Pirates 3.º título |